# Suzanne Vega
Suzanne Nadine Vega (ur. 11 lipca 1959 w Santa Monica w Kalifornii) – amerykańska piosenkarka folkowa i folkrockowa, kompozytorka i autorka tekstów piosenek.

## Kariera muzyczna
W latach 80. stała się piosenkarką światowej sławy dzięki swym poetyckim balladom nawiązującym do tradycji folkloru i jazzu. W tych ciepło wykonywanych, pozornie prostych balladach nierzadko opowiada o problemach, z którymi borykają się ludzie. Jej styl przypomina nieco utwory Leonarda Cohena, wystąpiła zresztą na specjalnej płycie poświęconej jego twórczości w piosence Story of Isaac.
Z małżeństwa z Mitchellem Froomem, muzykiem i producentem współpracującym przy wielu jej płytach, ma córkę Ruby Froom (ur. 8 lipca 1994). Po rozwodzie (1998) i odejściu większości towarzyszących muzyków wróciła do występów i nagrań dzięki namowom swojego wieloletniego basisty, Mike'a Visceglii.

## Koncerty w Polsce
- 24 lutego 1997 w Sali Kongresowej
- w grudniu 2001 w Pałacu Prezydenckim, na zaproszenie fundacji Porozumienie bez barier
- 21 czerwca 2003 w Teatrze Muzycznym Roma
- 27 października 2007 w Sali Kongresowej, w ramach tournée albumu "Beauty & Crime"
- 28 października 2007 w studiu radiowym im. Agnieszki Osieckiej, transmitowany na żywo w Trójce
- 3 lipca 2008 w szczecińskim Teatrze Letnim w Parku Kasprowicza
- 28 lipca 2009 w Sali Kongresowej, w Warszawie
- 29 lipca 2009 w Filharmonii Bałtyckiej, w Gdańsku
- 23 czerwca 2010 w Amfiteatrze, w Olsztynie
- 25 czerwca 2010 na plaży miejskiej przy molo w Kołobrzegu
- 27 czerwca 2010 na Wyspie Słodowej, we Wrocławiu
- 28 czerwca 2010 na Rynku Kościuszki, w Białymstoku
- 3 lipca 2011 na Placu Przyjaciół Sopotu w Sopocie, koncert z okazji objęcia przez Polskę prezydencji w UE
- 4 lipca 2011 w Millenium Hall w Rzeszowie
- 16 czerwca 2017 w Palladium w Warszawie[2]
- 17 czerwca 2017 w Centrum Kongresowym ICE w Krakowie[3]
- 18 czerwca 2017 w Centrum Kulturalno-Kongresowym Jordanki w Toruniu[2]
- 19 czerwca 2017 w Filharmonii im. Mieczysława Karłowicza w Szczecinie[2]

## Dyskografia

### Albumy
- Suzanne Vega (1985)
- Solitude Standing (1987)
- Days of Open Hand (1990)
- 99.9F° (1992)
- Nine Objects of Desire (1996)
- Songs in Red and Gray (2001)
- Beauty & Crime (2007)
- Tales from the Realm of the Queen of Pentacles (2014)

### Serie Close-Up
- Close-Up Vol. 1, Love Songs (2010)
- Close-Up Vol. 2, People & Places (2010)
- Close-Up Vol. 3, States of Being (2011)
- Close-Up Vol. 4, Songs of Family (2012)

### Kompilacje
- Tried & True: The Best of Suzanne Vega (1998)
- Retrospective - The Best of Suzanne Vega (2003)